# Zvezdica Zaspanka
Zvezdica Zaspanka je pravljica, ki jo je napisal Frane Milčinski Ježek. Prvotna verzija besedila je nastala že leta 1946, pisatelj je kasneje povedal, da je daljša verzija nastala šele čez dve leti. O razlogih za nastanek pravljice so v gledališkem listu Lutkovnega gledališča Ljubljana (2008) zapisane avtorjeve besede:   
"Ljubezen do otrok sem podedoval po očetu, ki je bil mladinski pisatelj. Res je, da je to edino, kar mi je ostalo po njem, toda ljubezen do otrok je zelo bogata dediščina. In ker otroci tako radi gledajo mojo pisano klovnovsko masko in se mi smejejo s tako svetlimi očmi in tako veselo ploskajo s svojimi toplimi rokami, sem jim v zahvalo napisal Zvezdico Zaspanko, da bi se jim vsaj malo oddolžil za vse dobro, kar mi store." (vir Zadravec, Nika: Zvezdica Zaspanka: radijska igra, gledališka predstava, slikanica, str. 6)  
Zvezdica Zaspanka je v času od svojega nastanka oživela v številnih medijih, naprej leta 1952 kot radijska igra, kasneje na gledaliških odrih in v književni obliki kot slikanica. Prevedena je bila v hrvaščino, nemščino, italijanščino in angleščino.  

## Vsebina in sporočilo
Zvezde na nebu vsako noč s svojo lučjo skrbijo, da življenje na Zemlji tudi ponoči mirno teče. Nekega dne pa kurir vesoljnega neba, komet Repatec, zvezdam pove, da je na Zemlji prava zmeda. Otroci ponoči ne spijo, mornarji se izgubljajo na morju, pesniki ne najdejo rim. Vzrok za to je zvezdica Zaspanka -  najmlajša zvezda na nebu, ki redno zamuja v službo. Ker na nebu manjka zvezda, so ljudje zmedeni. Boter Mesec Zaspanko za kazen za tri dni pošlje na Zemljo. Na nebo se bo lahko vrnila, ko bo dokazala, da je dovolj pametna za službo.  
Zaspanko na Zemljo odpelje komet Repatec. Zvezdica osamljena in žalostna išče prenočišče, ko pride do mesta, v katerem je semenj. Na njem sreča tudi zvezdogleda, ki ji za plačilo - en njen zlat bleščeč las - dovoli pogledati skozi daljnogled. Zvezdica vidi botra Meseca, ki na nebu šteje zvezde, pa mu vedno ena manjka. Po semnju se potika tudi razbojnik Ceferin. Ko izve, da ima zvezdica zlate lase, ji ponudi prenočišče, da bi ji med spanjem lase ostrigel in tako hitro obogatel. Ceferin je prav poseben razbojnik, ker ima kamen namesto srca, ki mu nem in mrzel leži v prsih. Zaspanka se začudi, kako neurejen in umazan je ter kako to, da ne piše mami. Ceferin pove, da mami ne piše, ker ne zna napisati beseda LJUBA. Skupaj v prah izpišeta LJUBA in groznemu razbojniku Ceferinu prične biti srce, odloči se, da ne bo več razbojnik, pač pa se bo vrnil k mami.  Zvezdico Zaspanko pa zaradi njene dobrote komet Repatec lahko odpelje nazaj na nebo. Ker so na nebu vse zvezde, je tako končno tudi na Zemlji vse prav.  
Zvezdica Zaspanka je prva slovenska radijska igra za otroke in ena najuspešnejših slovenskih pravljic ter radijskih in lutkovnih iger. Pravljica je primerna za otroke vseh starosti, saj je njeno sporočilo univerzalno. Nauk zgodbe je, da z dobroto, čisto mislijo in ljubeznijo lahko premagamo zlo. V njej najdemo tudi več drugih moralnih naukov, npr. o odgovornosti za dobro opravljeno delo, o pomenu vzgojne kazni, o bogastvu, ki poraja pohlep, o tem, da ne smemo soditi ljudi le po njihovi zunanjosti ipd...

## Literarni liki
Glavni lik, zvezdica Zaspanka, povzroča zmedo na Zemlji. Je med najmlajšimi zvezdami na nebu, ima dolge zlate lase in je stara komaj tri milijone let. Je zelo domišljava, saj pogosto sanja o tem, kako raste in raste in je na koncu večja kot sama zvezda Severnica, zato vsi ljudje po njej določajo svojo pot. Pogosto zaspi in zamudi v službo, zato jo kličejo Zaspanka. Je neodgovorna in raztresena. Na koncu pravljice pa z dobrim delom izkaže svojo nedolžno srčno dobroto, s čimer dokaže, da je dovolj dobra za službo na nebu. Zvezdica Zaspanka kot neodgovorna, raztresena in domišljava junakinja je zelo podobna Piki Nogavički. Obe sta majhni deklici, ki ju obkroža kar nekaj prijateljev. Vendar pa Pika Nogavička s svojo razigranostjo in nepremišljenimi ravnanji ne povzroča večjih težav ljudem okoli sebe. Pri obeh delih mlajši lik nauči dobre stvari starejše like. 
Boter Mesec je neke vrste zvezdni pastir, saj vsak večer šteje zvezde. Ker Zaspanka kar naprej zamuja v službo, jo mora nekako kaznovati. Hoče jo poslati pometati Rimsko cesto, vendar se zvezdica te kazni preveč razveseli. Tako se Mesec odloči, da jo bo poslal med pohlepne ljudi na Zemljo, ker meni, da mora biti kazen vzgojna. Kljub temu mu je ob izrečeni kazni hudo, saj si skrivoma obriše solzo. Njene vrnitve na nebo je tako vesel, da se prvič zmoti pri štetju zvezd.
Ceferin je grozen razbojnik s kamnom namesto srca. Živi sam v umazanem in razmetanem brlogu, saj je mami ušel od doma. Je umazan, skuštran, neurejen, ko je sam, mu je pogosto dolgčas, saj ne sliši bitja svojega srca. Ko ga Zaspanka nauči pisati besedo LJUBA, mu začne v prsih biti srce. Ceferin začuti ljubezen do mame in se odloči, da bo opustil razbojniško življenje in se vrnil nazaj k njej. 
Komet Repatec na nebu opravlja službo kurirja in prinašalca novic. On je tisti, ki Zaspanko pelje na Zemljo in jo gre nazaj iskat.

## Gledališke uprizoritve
- Lutkovno gledališče Ljubljana 1955, 1985, 2001, 2008
- Slovensko stalno gledališče Trst 1987
- Slovensko narodno gledališče Nova Gorica 1994
- Lutkovno gledališče Maribor 1998
- Lutkovno gledališče za otroke in mlade Ljubljana 2000
- Mini teater 2012, nagrada Maruši Majer za najboljšo igralko 20. mednarodnega festivala otroškega gledališča Subotica (maj 2013)

## Radijski uprizoritvi
- Zvezdica Zaspanka, izvirna radijska igra, 1952. Posneto v studiih Radiotelevizije Ljubljana, produkcija uredništva igranega programa Radia Ljubljana. Gre za eno prvih ohranjenih in posnetih radijskih iger v slovenskem prostoru.
- Zvezdica Zaspanka, izvedba študentov AGRFT, 2004. Produkcija Uredništva igranega programa Radia Slovenija, Akademije za gledališče, radio, film in televizijo in Akademije za glasbo.

## Knjižne edicije
Zvezdica Zaspanka je kot slikanica v slovenskem jeziku do zdaj izšla trikrat. Prvič je pri založbi Mladinska knjiga izšla leta 1992, slikanico je ilustrirala Mojca Cerjak. Drugi dve slikanici sta izšli pri založbi Sanje, obe je ilustriral Gorazd Vahen. Razlikujeta se po tem, za katero starostno skupino otrok sta primerni. Skrajšana izdaja z velikimi tiskanimi črkami je primerna za mlajše otroke.
- Frane Milčinski, Mojca Cerjak: Zvezdica zaspanka (1992). Ljubljana, Mladinska knjiga

- Frane Milčinski, Gorazd Vahen: Zvezdica Zaspanka (2009). Ljubljana, založba Sanje

- Frane Milčinski, Gorazd Vahen: Zvezdica Zaspanka, skrajšana verzija (2012). Ljubljana, založba Sanje

Prevodi v tuje jezike:
- Frane Milčinski, Gorazd Vahen: Little Sleepy Star (2009). Prevod Ksenija Malia Leban. Ljubljana, založba Sanje
- Frane Milčinski, Gorazd Vahen: Stellina Sonnolina (2010). Prevod Alenka Možina. Ljubljana, založba Sanje
- Frane MIlčinski, Gorazd Vahen: Das Schlafensternchen (2010). Prevod Amalija Maček. Ljubljana, založba Sanje
- Frane Milčinski, Gorazd Vahen: Zvjezdica Pospanka (2010). Prevod Edo Fičor. Ljubljana, založba Sanje